# Igreja de Nossa Senhora da Boa Morte (Cuiabá)

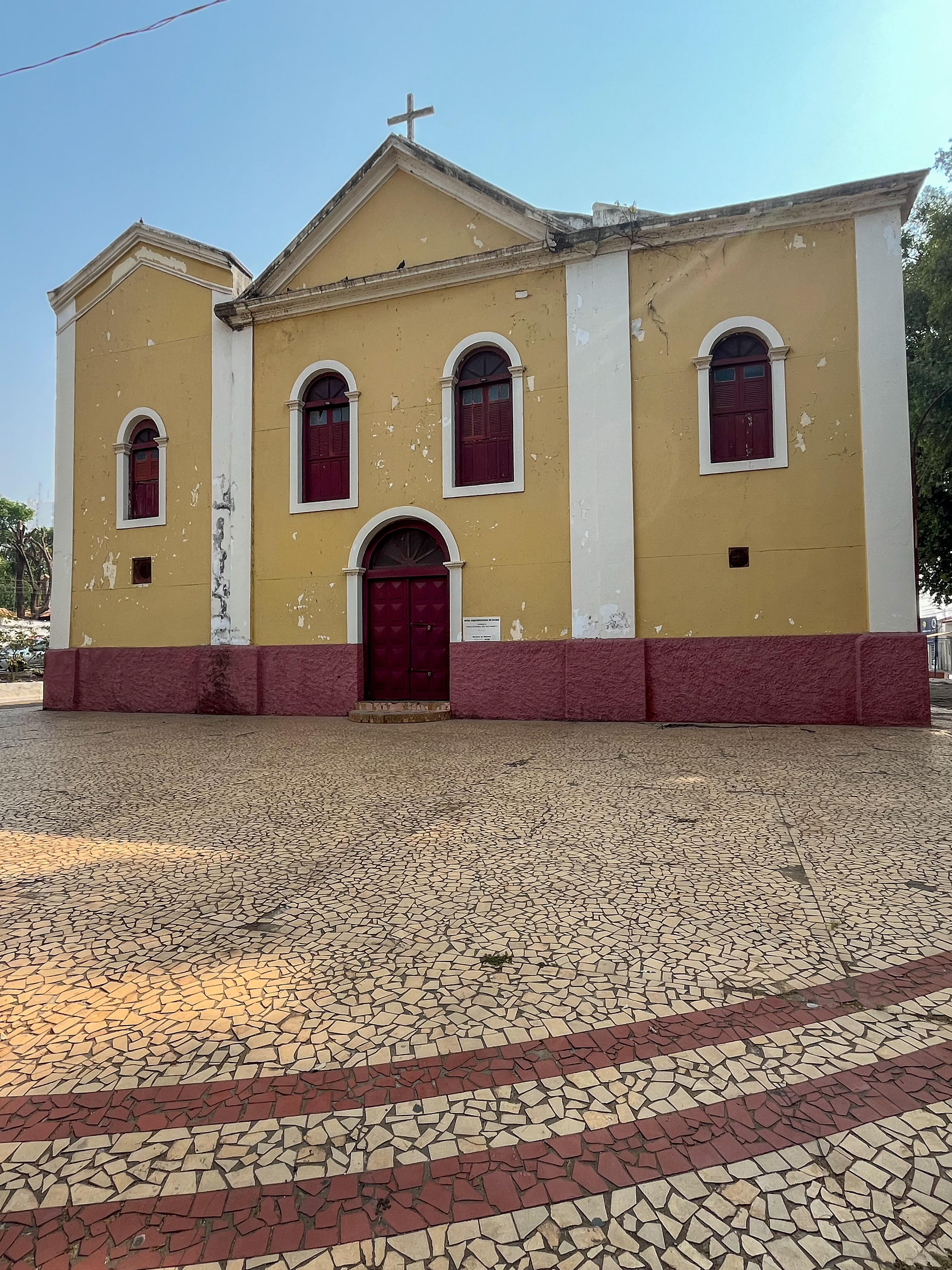

A Igreja de Nossa Senhora da Boa Morte, hoje conhecida como Igreja de Nossa Senhora da Boa Morte e Glória é uma igreja católica romana do século XIX em Cuiabá, Mato Grosso, Brasil. A igreja é dedicada a Nossa Senhora do Socorro e pertence à Arquidiocese Católica Romana de Cuiabá. A igreja foi construída em estilo colonial português simples, provavelmente por volta de 1810, pela Irmandade de Nossa Senhora da Boa Morte.:34Ao contrário de outras arquiteturas do período colonial e imperial em Cuiabá, sua aparência permanece inalterada desde a sua construção inicial no século XIX. A festa de Nossa Senhora da Glória e Boa Morte é celebrada no dia 15 de agosto, tradição que continua desde a fundação da igreja. Hoje é administrado pelos franciscanos, que celebram uma festa dedicada a Santo Antônio (Antônio de Pádua) no dia 13 de junho.
A igreja foi tombada como estrutura histórica tombada em nível estadual por Mato Grosso em 1984. Além disso, é um componente do Centro Histórico de Cuiabá, de designação federal, tombado pelo Instituto do Patrimônio Histórico e Artístico Nacional (IPHAN) em 1993.

## Localização
A Igreja de Nossa Senhora da Boa Morte está localizada na Praça Antônio Corrêa, praça pública do Centro Histórico de Cuiabá. A igreja está localizada nas proximidades de outras estruturas e locais históricos do centro histórico: a Casa dos Frades está localizada atrás da igreja; o Cemitério da Piedade está localizado a uma quadra ao norte; as inúmeras estruturas históricas da Avenida Getúlio Vargas, da Praça da República e da Praça Alencastro estão localizadas a uma curta distância a sudeste.

## História
A igreja foi construída pela Irmandade de Nossa Senhora da Boa Morte por volta de 1810.:34 Irmandades católicas foram formadas para sepultamentos religiosos e protetores sociais de seus membros; e na sociedade rigidamente estratificada socialmente do Brasil colonial e imperial, as irmandades eram separadas por raça. A Irmandade de Nossa Senhora da Boa Morte era formada por moradores pardos, afro-brasileiros libertos e africanos escravizados. Arrecadava esmolas através de festas religiosas e procissões nos dias 14 e 15 de agosto de cada ano, datas associadas a Nossa Senhora da Glória e da Boa Morte.
A igreja foi renovada no século XX. A sua procissão e festa dedicada a Nossa Senhora da Glória e da Boa Morte ainda é celebrada, como no início da sua história, no dia 15 de agosto. No sábado mais próximo desta data realiza-se uma procissão seguida de um almoço no dia seguinte. Padres da ordem franciscana administram a igreja. Os franciscanos introduziram uma festa dedicada a Santo António no dia 13 de junho, onde realizam uma procissão, uma missa ao ar livre e uma feira.

## Estrutura
A Irmandade construiu uma igreja simples em estilo colonial português. O exterior da igreja, diferentemente de outras construções do período colonial e imperial em Cuiabá, mantém sua aparência original e austera. A fachada é dividida verticalmente em três partes por pilastras, com um único portal ao centro. A parte superior da fachada apresenta quatro janelas ao nível do coro, encimadas por frontão triangular simples.
As igrejas do período colonial e imperial tinham idealmente duas torres sineiras flanqueando a fachada . A Irmandade de Nossa Senhora da Boa Morte construiu uma torre sineira flanqueando a esquerda da estrutura, mas esta ruiu no final do século XIX durante uma forte tempestade. Uma torre direita nunca foi construída; a estrutura agora carece de torre sineira à esquerda ou à direita.:34
A igreja se abre para a Praça Antônio Corrêa, praça pública. Hoje funciona como estacionamento diário e o peso e a movimentação dos veículos têm causado danos à calçada e à fachada da igreja. A igreja foi danificada por cupins, rachaduras e problemas elétricos.:34

## Interior

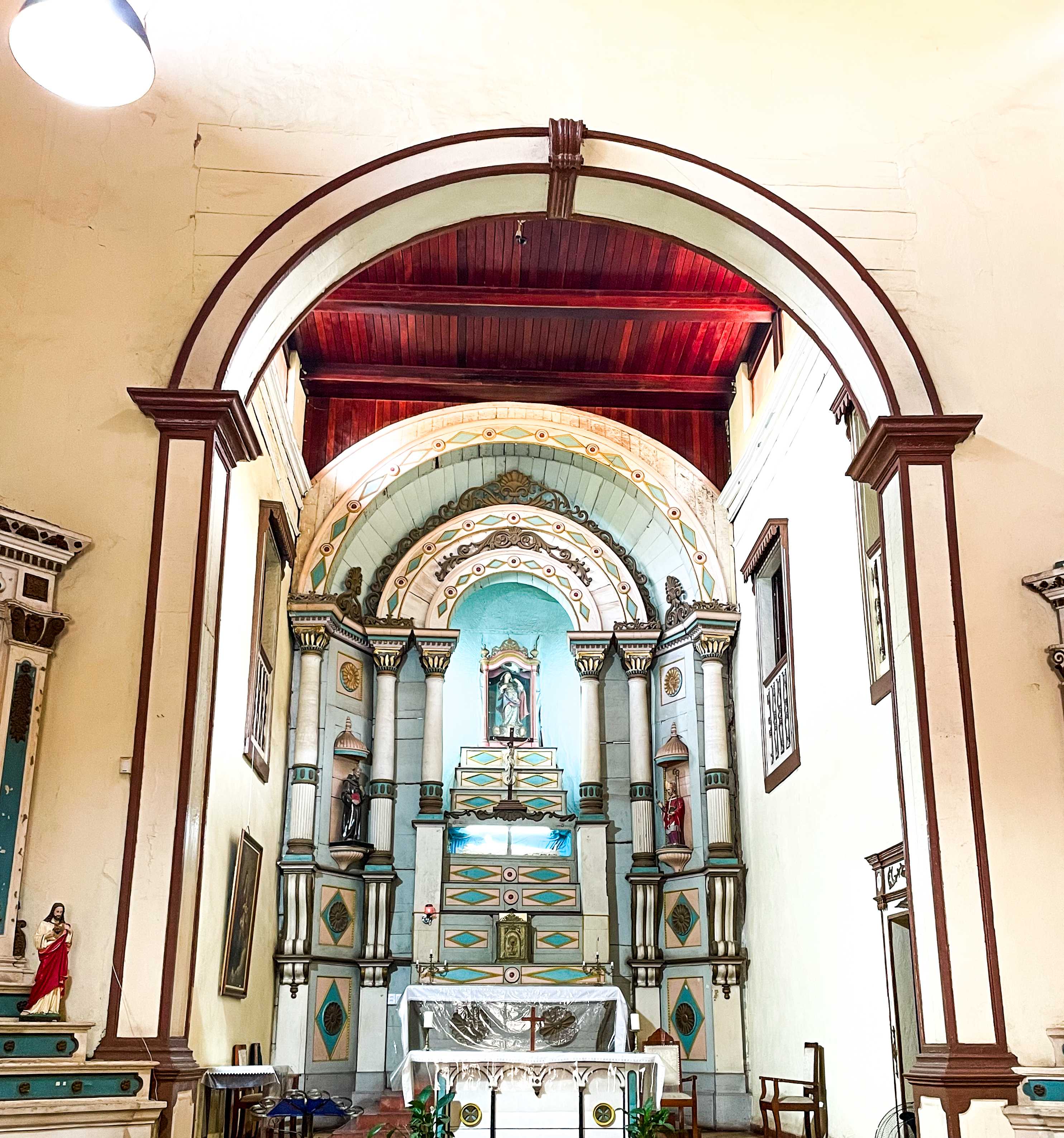

A igreja interior tem nave única, coro e capela-mor. Possui três altares: um altar-mor na capela-mor e dois altares laterais ladeando a capela-mor. A igreja possui uma pintura de José Maria Hidalgo, artista espanhol que viveu em Cuiabá no final do século XIX. A pintura a óleo representa Nossa Senhora do Carmo e é datada de 1885.:34

## Status
A Igreja de Nossa Senhora da Boa Morte foi tombada como estrutura histórica de nível estadual pela Secretaria de Estado de Cultura, Esporte e Lazer de Mato Grosso (SECEL) sob a listagem número 61/83 publicado em 1º de janeiro de 1984.